# Reinhard Zintl
Reinhard Zintl (* 1945 in Pflochsbach) ist ein deutscher Politologe und Volkswirt. Er war Professor für Politische Theorie.

## Leben
Reinhard Zintl studierte Volkswirtschaftslehre an der Universität Freiburg und schloss das Studium 1976 als Diplom-Volkswirt ab. Er promovierte 1972 im Fach Politikwissenschaften an der Universität Freiburg und wurde 1982 ebenfalls in den Politikwissenschaften an der Universität Regensburg habilitiert. Kurz darauf übernahm er den Lehrstuhl für Sozialpolitik an der Universität der Bundeswehr München und blieb dort, bis er 1993 den Lehrstuhl für Politische Theorie an der Universität Bamberg übernahm. 2010 wurde er dort emeritiert. Von 2011 bis 2012 war Zintl Gastprofessor an der Staatlichen Iwane-Dschawachischwili-Universität Tiflis in Georgien.
Zintl arbeitet zur politischen Philosophie und zur konstitutionellen politischen Ökonomie. Er beschäftigte sich mit Rational Choice-Anwendungen in der politischen Theorie und setzte sich mit der politischen Ökonomie nach James M. Buchanan auseinander. Er verfasste u. a. eine Kritik von Buchanans Theorie und stellte dessen implizite und explizite Annahmen dar.

## Werke
- Individualistische Theorien und die Ordnung der Gesellschaft. Untersuchungen zur politischen Theorie von James M. Buchanan und Friedrich August von Hayek. (Habilitationsschrift), Duncker & Humblot, Berlin 1982, ISBN 978-3-428-05410-7.
- mit Arthur Benz, Fritz W. Scharpf: Horizontale Politikverflechtung. Zur Theorie von Verhandlungssystemen. Campus-Verlag, Frankfurt am Main 1992, ISBN 978-3-593-34681-6.
- Mit Rainer Schmalz-Bruns (Hrsg.): Politisches Vertrauen. Soziale Grundlagen reflexiver Kooperation. Nomos, Baden-Baden 2002, ISBN 978-3-7890-7900-9.
- mit Johannes Schmidt, Michael Becker: Politische Philosophie. 4. aktualisierte Auflage, Schöningh, Paderborn 2004, ISBN 978-3-8252-4804-8.